# Ivankiv, Kaniv
Ivankiv (în ucraineană Іваньків) este un sat în comuna Pșenîcinîkî din raionul Kaniv, regiunea Cerkasî, Ucraina.

## Demografie
Componența lingvistică a localității Ivankiv
     Ucraineană (84,17%)
     Rusă (15,83%)
Conform recensământului din 2001, majoritatea populației localității Ivankiv era vorbitoare de ucraineană (84,17%), existând în minoritate și vorbitori de rusă (15,83%).